# 북두칠성

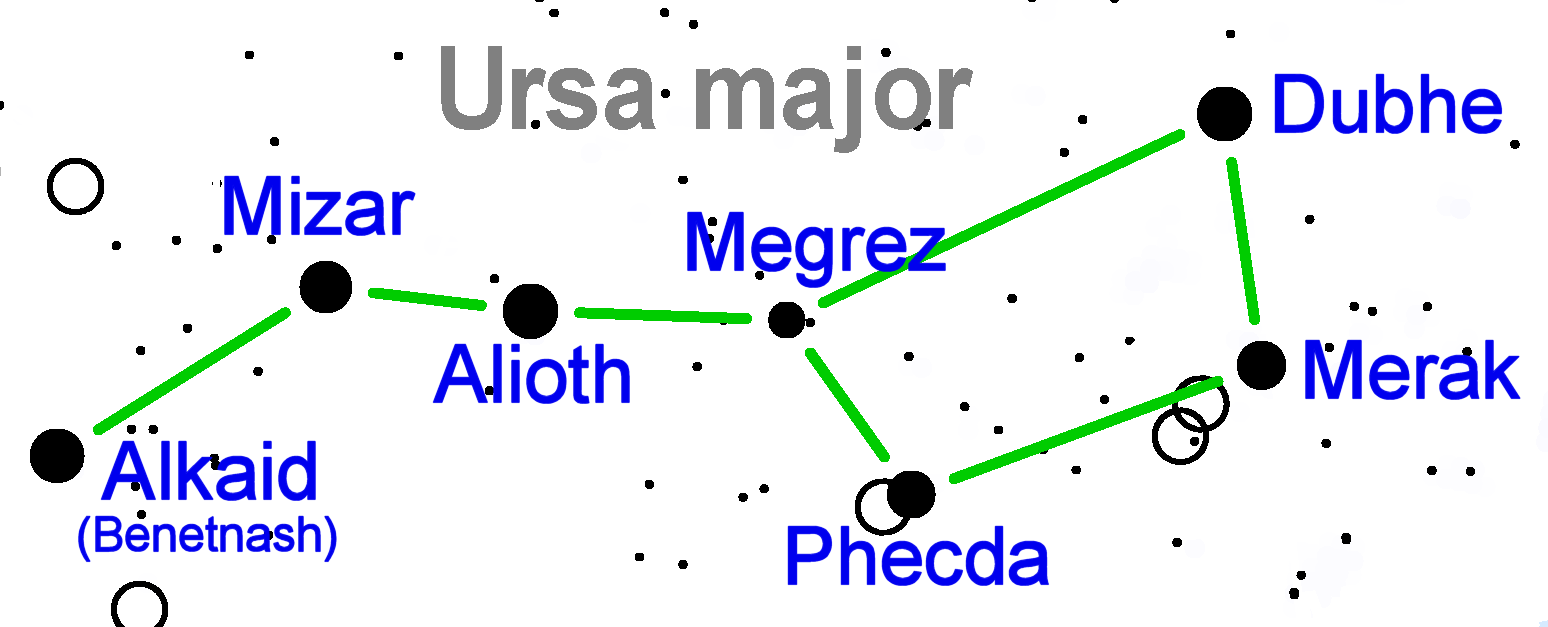
큰곰자리의 북두칠성 부분

북두칠성(北斗七星, 영어: Big Dipper, the Plough)은 자미원에 속하는 동양의 별자리로, 큰곰자리의 꼬리와 엉덩이 부분의 일곱 개의 빛나는 별을 말한다. 그 모양은 말 단위의 양을 재는 국자 모양과 닮았다.
'북두'는 북쪽의 국자라는 의미이며, 남두육성에 대응된다. 칠성은 일곱 개의 별로 이루어졌음을 의미한다. 북두칠성을 구성하는 별들 중 국자의 자루 부분 중 끝에서 두 번째 별은 미자르와 알코르로 이루어진 이중성이다. 북두칠성은 육안으로 관측이 가능하지만 8개의 별을 모두 보는 사람이 있는가 하면 '알코르'를 보지 못하는 사람도 있다.
이 별자리는 인간의 수명을 주관하며 빌고 있는 사람의 소원을 이뤄 준다고 믿어져 왔으며, 한반도와 만주에 분포하는 고인돌에 종종 이 별자리가 그려지기도 하였다. 동양 별자리에서는 황제의 수레로 불리기도 했으며, 그 모양이 벽화에 그려지기도 했다. 영어권에서는 큰 국자(Big Dipper), 쟁기(Plough), 찰스의 마차(Charles' Wain)라는 이름으로 불린다. 북두칠성은 북극성(Polaris)을 찾는 표지로도 널리 알려져 있다. 손잡이 반대 쪽인 국자 끝 두 별의 길이를 5배하면 그 자리에서 북극성을 찾을 수 있다. 미국 알래스카주에서는 1927년 당시 13세 소년이 디자인한 북두칠성과 북극성 깃발을 주기로 채택하고 있다.

## 항성
북두칠성을 이루는 일곱 별은 다음과 같다.
| 이름             | 동양 이름             | 바이어 목록 | 겉보기 등급 | 거리 (광년) |
| ---------------- | --------------------- | ----------- | ----------- | ----------- |
| 두베(Dubhe)      | 천추(天樞)/탐랑(貪狼) | α UMa       | 1.8         | 124         |
| 메라크(Merak)    | 천선(天璇)/거문(巨門) | β UMa       | 2.4         | 79          |
| 페크다(Phecda)   | 천기(天璣)/녹존(祿存) | γ UMa       | 2.4         | 84          |
| 메그레즈(Megrez) | 천권(天權)/문곡(文曲) | δ UMa       | 3.3         | 58          |
| 알리오스(Alioth) | 옥형(玉衡)/염정(廉貞) | ε UMa       | 1.8         | 81          |
| 미자르(Mizar)    | 개양(開陽)/무곡(武曲) | ζ UMa       | 2.1         | 78          |
| 알카이드(Alkaid) | 요광(搖光)/파군(破軍) | η UMa       | 1.9         | 101         |

미자르와 같은 방향으로 지구 관측자로부터 3광년 정도 더 뒤로 가면 알코르(큰곰자리 80)가 있다. 둘은 바로 옆에 있는 것처럼 보이는 안시 이중성이다. 알코르는 자체만으로 놓고 보면 4등급 정도로 맨눈으로 충분히 볼 수 있으나, 바로 옆에 보이는 미자르가 상대적으로 밝기 때문에 구별하여 보기 어렵다. 따라서 옛날에는 알코르를 식별할 수 있는지의 여부로 시력을 쟀다. 미자르는 네 개의 별로 이루어진 사중성계인데, 1617년 미자르가 쌍성 구조임을 밝혔으며 1889년 분광쌍성 구조까지 포함되어 있음을 알아냈다.
북두칠성에 속한 일곱 별들 중 다섯 개는 큰곰자리 운동성단의 구성원들이다. 다만 두베와 알카이드는 이들과 상관없는 존재이다. 그 이유는 이 두 별은 나머지 다섯과는 다른 방향으로 우주 공간을 움직이기 때문이다. 각자 움직이는 방향이 다르기 때문에 북두칠성의 모양은 시간이 지나면서 서서히 변하고 있는데, 약 5만 년 후 북두칠성은 더 이상 우리가 알고 있는 형태가 아닐 것이다.

## 참고 문헌
- 이순지, 《천문류초》, 조선초
- 노중평, 《유적에 나타난 북두칠성》, 백영사, 1997

## 같이 보기
- 삼신칠성(三神七星)
- 강화 참성단
- 천부경
- 칠복신
- 남두육성